# ایشتوان فریدریش
ایشتوان فریدریش (مجاری: István Friedrich; ۱ ژوئیهٔ ۱۸۸۳ – ۲۵ نوامبر ۱۹۵۱) سیاستمدار، کارخانه‌دار و بازیکن فوتبال اهل مجارستان بود.
وی از اوت تا نوامبر ۱۹۱۹ نخست‌وزیر و کفیل ریاست جمهوری مجارستان بود.